# U posedu
U posedu je přírodní památka poblíž obce Hejnice v okrese Liberec. Oblast spravuje AOPK ČR Správa CHKO Jizerské hory. Důvodem ochrany je zachování porostů, květeny a krajinných útvarů.